# Démographie de la Manche
La démographie de la Manche est caractérisée par une densité moyenne et une population stable depuis les années 1920.
Avec ses 496 815 habitants en 2022, le département français de la Manche se situe en 53e position sur le plan national.
En six ans, de 2015 à 2021, sa population a diminué de près de 3 800 unités, c'est-à-dire de plus ou moins 630 personnes par an. Mais cette variation est différenciée selon les 445 communes que comporte le département.
La densité de population de la Manche, 83,7 habitants par kilomètre carré en 2022, est inférieure à celle de la France entière qui est de 107,1 hab./km2 pour la même année.

## Gentilé
Les habitants du département de la Manche sont appelés traditionnellement "les Manchots". À la fin du XXe siècle, les médias ont aussi commencé à utiliser le terme « Manchois ». L'intelligentsia les avait avec le même mot précédés dès le XIXe siècle.
On se dit effectivement autant "Manchot" que "Manchois". Tout dépend peut-être du milieu auquel on appartient. De souche profondément rurale, et toujours prêt à le montrer, on se dirait plutôt "Manchot", terme qui correspond mieux à la prononciation locale. Mais, venant d'autres milieux, on aurait tendance à s'affirmer "Manchois" pour ne pas se dévaloriser.

## Évolution démographique du département de la Manche
Le département a été créé par décret du 4 mars 1790. Il comporte alors sept districts (Avranches, Coutances, Cherbourg, Valognes, Carentan, Saint-Lô, Mortain). Le premier recensement sera réalisé en 1801 et ce dénombrement, reconduit tous les cinq ans à partir de 1821, permettra de connaître plus précisément l'évolution des territoires.
Avec 591 284 habitants en 1831, le département représente 1,82 % de la population française, qui est alors de 32 569 000 habitants. De 1831 à 1866, il va perdre 17 385 habitants, soit une baisse de 0,08 % moyen par an, pour un taux d'accroissement national de 0,48 % sur cette même période.
L'évolution démographique entre la guerre franco-prussienne de 1870 et la Première Guerre mondiale est toujours à la baisse. Sur cette période, la population perd 68 657 habitants, soit -12,60 % alors qu'elle croît de 10 % au niveau national. La population gagne 3,6 % pour la période de l'entre-deux guerres courant de 1921 à 1936 parallèlement à une croissance au niveau national de 6,9 %.
À l'instar des autres départements français, le Manche va ensuite connaître un essor démographique mais plus faible après la Seconde Guerre mondiale. 
En 2022, le département comptait 496 815 habitants, en évolution de −0,31 % par rapport à 2016 (France hors Mayotte : +2,11 %).
| 1791 | 1801    | 1806    | 1821    | 1826    | 1831    | 1836    | 1841    | 1846    |
| ---- | ------- | ------- | ------- | ------- | ------- | ------- | ------- | ------- |
| -    | 530 631 | 581 429 | 594 196 | 611 206 | 591 284 | 594 382 | 597 334 | 604 024 |

| 1851    | 1856    | 1861    | 1866    | 1872    | 1876    | 1881    | 1886    | 1891    |
| ------- | ------- | ------- | ------- | ------- | ------- | ------- | ------- | ------- |
| 600 882 | 595 202 | 591 421 | 573 899 | 544 776 | 539 910 | 526 377 | 520 865 | 513 815 |

| 1896    | 1901    | 1906    | 1911    | 1921    | 1926    | 1931    | 1936    | 1946    |
| ------- | ------- | ------- | ------- | ------- | ------- | ------- | ------- | ------- |
| 500 052 | 491 372 | 487 443 | 476 119 | 425 512 | 431 367 | 433 473 | 438 539 | 435 468 |

| 1954    | 1962    | 1968    | 1975    | 1982    | 1990    | 1999    | 2006    | 2011    |
| ------- | ------- | ------- | ------- | ------- | ------- | ------- | ------- | ------- |
| 446 860 | 446 878 | 451 939 | 451 662 | 465 948 | 479 636 | 481 471 | 492 563 | 499 531 |

| 2016    | 2021    | 2022    | - | - | - | - | - | - |
| ------- | ------- | ------- | - | - | - | - | - | - |
| 498 362 | 495 508 | 496 815 | - | - | - | - | - | - |

## Population par divisions administratives

### Arrondissements
Le département de la Manche comporte quatre arrondissements. La population se concentre principalement sur l'arrondissement de Cherbourg, qui recense 38 % de la population totale du département en 2022, avec une densité de 113,9 hab./km2, contre 27 % pour l'arrondissement d'Avranches, 21 % pour celui de Saint-Lô et 14 % pour celui de Coutances.
| Arrondissement  | Population(2022) | Variation(2022/2016)                       | Superficie(km2) | Densité(hab./km2) |
| --------------- | ---------------- | ------------------------------------------ | --------------- | ----------------- |
| Cherbourg       | 187 300          | en évolution de −1,38 % par rapport à 2016 | 1 643,9         | 113,9             |
| Avranches       | 135 095          | en évolution de +0,28 % par rapport à 2016 | 1 888,2         | 71,5              |
| Saint-Lô        | 103 850          | en évolution de +0,96 % par rapport à 2016 | 1 277,3         | 81,3              |
| Coutances       | 70 570           | en évolution de −0,39 % par rapport à 2016 | 1 142,1         | 61,8              |
| Source : Insee. |                  |                                            |                 |                   |

### Communes de plus de5 000 habitants
Sur les 445 communes que comprend le département de la Manche, 50 ont en 2021 une population municipale supérieure à 2 000 habitants, dix ont plus de 5 000 habitants et six ont plus de 10 000 habitants : Cherbourg-en-Cotentin, Saint-Lô, Granville, La Hague, Avranches et Carentan-les-Marais.
Les évolutions respectives des communes de plus de 5 000 habitants sont présentées dans le tableau ci-après.
| Commune                   | Population(2022) | Variation(2022/2016)                       | Superficie(km2) | Densité(hab./km2) |
| ------------------------- | ---------------- | ------------------------------------------ | --------------- | ----------------- |
| Cherbourg-en-Cotentin     | 78 028           | en évolution de −2,56 % par rapport à 2016 | 68,54           | 1 138,4           |
| Saint-Lô                  | 19 352           | en évolution de +2,06 % par rapport à 2016 | 23,19           | 834,5             |
| Granville                 | 12 799           | en évolution de −0,78 % par rapport à 2016 | 9,9             | 1 292,8           |
| La Hague                  | 11 444           | en évolution de −2,89 % par rapport à 2016 | 148,68          | 77                |
| Avranches                 | 10 225           | en évolution de +1,56 % par rapport à 2016 | 10,99           | 930,4             |
| Carentan-les-Marais       | 10 220           | en évolution de +29,7 % par rapport à 2016 | 133,29          | 76,7              |
| Coutances                 | 8 372            | en évolution de −2,92 % par rapport à 2016 | 12,51           | 669,2             |
| Valognes                  | 6 896            | en évolution de +1,73 % par rapport à 2016 | 15,63           | 441,2             |
| Bricquebec-en-Cotentin    | 5 888            | en évolution de −0,86 % par rapport à 2016 | 76,63           | 76,8              |
| Saint-Hilaire-du-Harcouët | 5 735            | en évolution de −6,29 % par rapport à 2016 | 46,97           | 122,1             |
| Source : Insee.           |                  |                                            |                 |                   |

## Structures des variations de population

### Soldes naturels et migratoires depuis 1968
La variation moyenne annuelle est positive et en progression des années 1970 à 2010, passant de 0 à 0,3 %, mais décroît depuis 2010.
Le solde naturel annuel qui est la différence entre le nombre de naissances et le nombre de décès enregistrés au cours d'une même année, a baissé, passant de 0,6 à −0,3 %. La baisse du taux de natalité, qui passe de 16,7 à 9 ‰, n'est en fait pas compensée par une baisse du taux de mortalité, qui parallèlement passe de 10,7 à 11,7 ‰.
Le flux migratoire croît sur la période courant de 1968 à 2010, avec un taux annuel passant de −0,6 à 0,2 %, mais décroît depuis 2010.
| Indicateurs démographiques                       | 1968 à1975 | 1975 à1982 | 1982 à1990 | 1990 à1999 | 1999 à2010 | 2010 à2015 | 2015 à2021 |
| ------------------------------------------------ | ---------- | ---------- | ---------- | ---------- | ---------- | ---------- | ---------- |
| Variation annuelle moyenne de la population en % | -0,0       | 0,4        | 0,4        | 0,0        | 0,3        | 0,0        | -0,1       |
| - due au solde naturel en %                      | 0,6        | 0,4        | 0,4        | 0,2        | 0,1        | -0,0       | -0,3       |
| - due au solde apparent des entrées sorties en % | -0,6       | 0,0        | -0,0       | -0,2       | 0,2        | 0,1        | 0,1        |
| Taux de natalité en ‰                            | 16,7       | 14,5       | 14,2       | 12,3       | 11,3       | 10,3       | 9,0        |
| Taux de mortalité en ‰                           | 10,7       | 10,4       | 10,4       | 9,9        | 10,1       | 10,7       | 11,7       |
| Source : Insee.                                  |            |            |            |            |            |            |            |

### Mouvements naturels sur la période 2014-2022
En 2014, 4 918 naissances ont été dénombrées contre 5 302 décès. Le nombre annuel des naissances a diminué depuis cette date, passant à 4 365 en 2022, indépendamment à une augmentation, mais relativement faible, du nombre de décès, avec 6 730 en 2022. Le solde naturel est ainsi négatif et diminue, passant de -384 à −2 365.
Pour des raisons techniques, il est temporairement impossible d'afficher le graphique qui aurait dû être présenté ici.

## Densité de population
La densité de population est en augmentation depuis 1968, en cohérence avec l'augmentation de la population.
En 2021, la densité était de 83,3 hab./km2.
| 1968 |  | 76.1 |  |

| 1975 |  | 76.0 |  |

| 1982 |  | 78.4 |  |

| 1990 |  | 80.7 |  |

| 1999 |  | 81.0 |  |

| 2010 |  | 83.9 |  |

| 2015 |  | 84.0 |  |

| 2021 |  | 83.3 |  |

## Répartition par sexes et tranches d'âges
La population du département est plus âgée qu'au niveau national.
En 2021, le taux de personnes d'un âge inférieur à 30 ans s'élève à 30,4 %, soit en dessous de la moyenne nationale (35,1 %). À l'inverse, le taux de personnes d'âge supérieur à 60 ans est de 32,9 % la même année, alors qu'il est de 26,6 % au niveau national.
En 2021, le département comptait 242 033 hommes pour 253 475 femmes, soit un taux de 51,15 % de femmes, légèrement inférieur au taux national (51,61 %).
Les pyramides des âges du département et de la France s'établissent comme suit.
| Hommes | Classe d’âge | Femmes |
| ------ | ------------ | ------ |
| 1      | 90 ou +      | 2,6    |
| 8,8    | 75-89 ans    | 12,1   |
| 20,3   | 60-74 ans    | 20,8   |
| 20,7   | 45-59 ans    | 19,8   |
| 17     | 30-44 ans    | 15,9   |
| 15,5   | 15-29 ans    | 13,4   |
| 16,7   | 0-14 ans     | 15,4   |

| Hommes | Classe d’âge | Femmes |
| ------ | ------------ | ------ |
| 0,7    | 90 ou +      | 1,9    |
| 7,0    | 75-89 ans    | 9,5    |
| 16,6   | 60-74 ans    | 17,5   |
| 20,0   | 45-59 ans    | 19,5   |
| 18,8   | 30-44 ans    | 18,3   |
| 18,3   | 15-29 ans    | 16,7   |
| 18,6   | 0-14 ans     | 16,7   |

## Répartition par catégories socioprofessionnelles
La catégorie socioprofessionnelle des retraités est surreprésentée par rapport au niveau national. Avec 35,1 % en 2021, elle est 8,3 points au-dessus du taux national (26,8 %). La catégorie socioprofessionnelle des autres personnes sans activité professionnelle est quant à elle sous-représentée par rapport au niveau national. Avec 12,1 % en 2021, elle est 4,9 points en dessous du taux national (17 %).
| Catégorie socioprofessionnelle                    | 2015    | 2015 | 2021    | 2021 | Détails de l'année 2021 | Détails de l'année 2021 | Détails de l'année 2021            | Détails de l'année 2021            | Détails de l'année 2021            |
| Catégorie socioprofessionnelle                    | Nb      | %    | Nb      | %    | Hommes                  | Femmes                  | Part en % de la population âgée de | Part en % de la population âgée de | Part en % de la population âgée de |
| Catégorie socioprofessionnelle                    | Nb      | %    | Nb      | %    | Hommes                  | Femmes                  | 15 à 24 ans                        | 25 à 54 ans                        | 55 ans ou +                        |
| ------------------------------------------------- | ------- | ---- | ------- | ---- | ----------------------- | ----------------------- | ---------------------------------- | ---------------------------------- | ---------------------------------- |
| Agriculteurs exploitants                          | 8 517   | 2,1  | 7 490   | 1,8  | 5 321                   | 2 169                   | 0,4                                | 2,8                                | 1,3                                |
| Artisans, commerçants, chefs d'entreprise         | 14 228  | 3,4  | 14 108  | 3,4  | 9 356                   | 4 752                   | 0,6                                | 6,0                                | 1,8                                |
| Cadres et professions intellectuelles supérieures | 20 369  | 4,9  | 22 946  | 5,5  | 13 392                  | 9 555                   | 1,4                                | 10,1                               | 2,6                                |
| Professions intermédiaires                        | 51 209  | 12,4 | 54 676  | 13,0 | 26 059                  | 28 617                  | 9,5                                | 24,3                               | 4,4                                |
| Employés                                          | 64 724  | 15,6 | 62 293  | 14,9 | 13 071                  | 49 222                  | 16,2                               | 25,0                               | 6,0                                |
| Ouvriers                                          | 61 735  | 14,9 | 59 960  | 14,3 | 47 379                  | 12 581                  | 21,4                               | 23,9                               | 4,5                                |
| Retraités                                         | 141 706 | 34,2 | 147 246 | 35,1 | 67 342                  | 79 905                  | 0,0                                | 0,3                                | 72,8                               |
| Autres personnes sans activité professionnelle    | 51 605  | 12,5 | 50 568  | 12,1 | 20 401                  | 30 167                  | 50,6                               | 7,6                                | 6,8                                |
| Ensemble                                          | 414 094 | 100  | 419 286 | 100  | 202 320                 | 216 967                 | 100                                | 100                                | 100                                |
| Sources : Insee,.                                 |         |      |         |      |                         |                         |                                    |                                    |                                    |